# Inrasara
Nhà thơ Inrasara tên thật là Phú Trạm (sinh ngày 20 tháng 9 năm 1957 tại làng Chakleng - Mỹ Nghiệp, thị trấn Phước Dân, huyện Ninh Phước tỉnh Ninh Thuận, Việt Nam), ông là một nhà thơ Người Việt gốc Chăm nổi tiếng của Việt Nam Lưu trữ ngày 18 tháng 11 năm 2009 tại Wayback Machine hiện nay.

## Tiểu sử và sự nghiệp
Inrasara sinh trưởng ở một trong những làng Chăm cổ nhất, nơi các gia đình vẫn theo truyền thống Mẫu hệ. Trong một gia đình mẫu hệ, người đàn ông lo sự nghiệp, người phụ nữ lo việc gia đình. Con trai sinh ra lấy họ cha nhưng lúc chết lại được chôn trong nghĩa trang của dòng họ mẹ. Khi lập gia đình, tài sản do người phụ nữ quản lý.
- 1969 - học sinh Trường Trung học Po Klong Garai Ninh Thuận.
- 1977 - sinh viên Trường Đại học Sư phạm Thành phố Hồ Chí Minh.
- 1978 - bỏ học, đi, đọc và làm thơ.
- 1982 - nghiên cứu ở Ban Biên soạn sách chữ Chăm - Ninh Thuận.
- 1986 - thôi việc, làm nông dân, đi, nghiên cứu và làm thơ.
- 1992 - nghiên cứu tại Trung tâm nghiên cứu Việt Nam - Đông Nam Á, Trường Đại học Khoa học Xã hội và Nhân văn Thành phố Hồ Chí Minh.
- Từ 1998 - làm việc tự do. Hiện sống tại Thành phố Hồ Chí Minh. Công việc đang làm: Nghiên cứu văn hóa Chăm; làm thơ, viết văn, dịch & viết tiểu luận - phê bình văn học.

Ông là hội viên của:
- Hội Nhà văn Việt Nam
- Hội Văn nghệ dân gian Việt Nam
- Hội Văn học - nghệ thuật các Dân tộc thiểu số Việt Nam.[3]

## Tác phẩm

### Nghiên cứu - Sưu tầm - Dịch thuật
- Văn học Chăm I - Khái luận, Nhà xuất bản Văn hoá Dân tộc 1994; in lần thứ hai: Nhà xuất bản Trí thức, H., 2012.
- Văn học dân gian Chăm - Ca dao - Tục ngữ, Câu đố, Nhà xuất bản Văn hoá Dân tộc, 1995; in lần thứ 2[4], Nhà xuất bản Văn hoá Dân tộc, 2006.
- Văn học Chăm II - Trường ca, sưu tầm - nghiên cứu, Nhà xuất bản Văn hoá Dân tộc 1995.
- Từ điển Chăm - Việt (viết chung), Nhà xuất bản Khoa học xã hội 1995.
- Từ điển Việt - Chăm  (viết chung), Nhà xuất bản Khoa học xã hội 1996.
- Các vấn đề văn hoá - xã hội Chăm (tiểu luận), Nhà xuất bản Văn hoá Dân tộc 1999.
- Văn hoá - xã hội Chăm, nghiên cứu và đối thoại (tiểu luận), Nhà xuất bản Văn học 2003, 2008; in lần thứ tư: Nhà xuất bản Khoa học Xã hội, H., 2011.
- Tự học tiếng Chăm, Nhà xuất bản Văn hoá Dân tộc 2003.
- Từ điển Việt - Chăm dùng trong nhà trường (viết chung), Nhà xuất bản Giáo dục 2004.
- Ariya Cam - Trường ca Chăm, Nhà xuất bản Văn Nghệ TP Hồ Chí Minh, 2006; in lần thứ ba: Nhà xuất bản Thời đại, H., 2011
- Sử thi Akayet Chăm, Nhà xuất bản Khoa học Xã hội, H., 2009; in lần thứ ba, Nhà xuất bản Văn hóa Thông tin, 2013
- Thả diều xứ nắng, Nhà xuất bản Kim Đồng, 2012
- 4.650 Từ Việt - Chăm thông dụng, Nhà xuất bản Văn hóa - Văn nghệ, 2014.
- Minh triết Cham Lưu trữ ngày 10 tháng 7 năm 2016 tại Wayback Machine, Nhà xuất bản Văn hóa - Văn nghệ, 2016

### Sáng tác và Phê bình văn chương
- Tháp nắng (thơ và trường ca), Nhà xuất bản Thanh niên 1996
- Sinh nhật cây xương rồng (thơ song ngữ Việt - Chăm), Nhà xuất bản Văn hoá Dân tộc 1997
- Hành hương em (thơ), Nhà xuất bản Trẻ Thành phố Hồ Chí Minh 1999
- Lễ Tẩy trần tháng Tư (thơ và trường ca), Nhà xuất bản Hội Nhà Văn 2002
- Inrasara (thơ), Nhà xuất bản Kim Đồng 2003
- Lễ tẩy trần tháng Tư (thơ song ngữ Anh - Việt), (tái bản lần thứ 2), Nhà xuất bản Văn hóa Văn nghệ, 2015
- Chân dung Cát (tiểu thuyết),[5] Nhà xuất bản Hội Nhà Văn 2006
- Chuyện 40 năm mới kể và 18 bài thơ tân hình thức (thơ), Nhà xuất bản Hội Nhà Văn 2006
- Chưa đủ cô đơn cho sáng tạo[6] (tiểu luận - phê bình), Nhà xuất bản Văn Nghệ TP Hồ Chí Minh, 2006.
- Song thoại với cái mới (tiểu luận) Nhà xuất bản Hội Nhà Văn 2008.
- Hàng mã ký ức, tiểu thuyết, Nhà xuất bản Văn học, H. & Cty Phương Nam, 2011
- Thơ Việt, hành trình chuyển hướng say, Nhà xuất bản Thanh niên, 2014
- Nhập cuộc về hướng mở, tiểu luận - phê bình, Nhà xuất bản Văn học, 2014
- Những cuộc đi và cái Nhà Lưu trữ ngày 18 tháng 9 năm 2016 tại Wayback Machine, Nhà xuất bản Hội Nhà văn và Cty Sách Phương Nam, 2015
- Thơ nữ trong hành trình cắt đuôi hậu tố ‘nữ’[liên kết hỏng], Nhà xuất bản Hội Nhà văn, 2015
- Ariya kluw adei xa-ai / Thơ ba anh em (thơ tiếng Chăm), Nhà xuất bản Văn hóa Văn nghệ, 2015

Ngoài làm thơ, ông còn nghiên cứu, sưu tầm, dịch thuật văn học và ngôn ngữ Chăm, đồng thời là chủ biên của tuyển tập Tagalau, mục đích giới thiệu văn học Chăm và nâng đỡ, khuyến khích các cây bút Chăm trẻ tuổi.
Thơ của ông được đánh giá là giàu ý tưởng và mang nhiều tính ẩn dụ. Là loại thơ nặng chất triết luận, thứ triết luận từ nghiệm sinh và đang hướng đến những hoài nghi, đối thoại và biện giải cuộc sống, nên hơi khó hiểu... Tuy nhiên mọi người đều công nhận tài năng và sự đóng góp to lớn của ông trong việc nghiên cứu, sưu tầm văn học Champa .
Ông còn là một nhà phê bình văn học được đánh giá cao vì luôn cổ suý những cái mới trong văn học nghệ thuật.

## Giải thưởng
Inrasara đã 2 lần đoạt Giải thưởng của Hội Nhà Văn Việt Nam (1997- 2003) và Giải thưởng Văn học Đông Nam Á (Lễ Tẩy trần tháng Tư) năm 2005 tại Thái Lan.
Năm 1995, ông cũng được giải thưởng của Trung tâm Lịch sử và Văn minh Đông Dương thuộc Đại học Sorbonne (Pháp) với công trình nghiên cứu Văn Học Chăm (tập 1)
Năm 2005, ông được Đài Truyền hình Việt Nam VTV bầu là Nhân vật Văn hóa trong năm 
Năm 2009, ông được trao Giải thưởng văn hóa Phan Châu Trinh.
Năm 2015, ông nhận Giải thưởng của Văn Việt, về Nghiên cứu - phê bình.